# Innocentio Conti

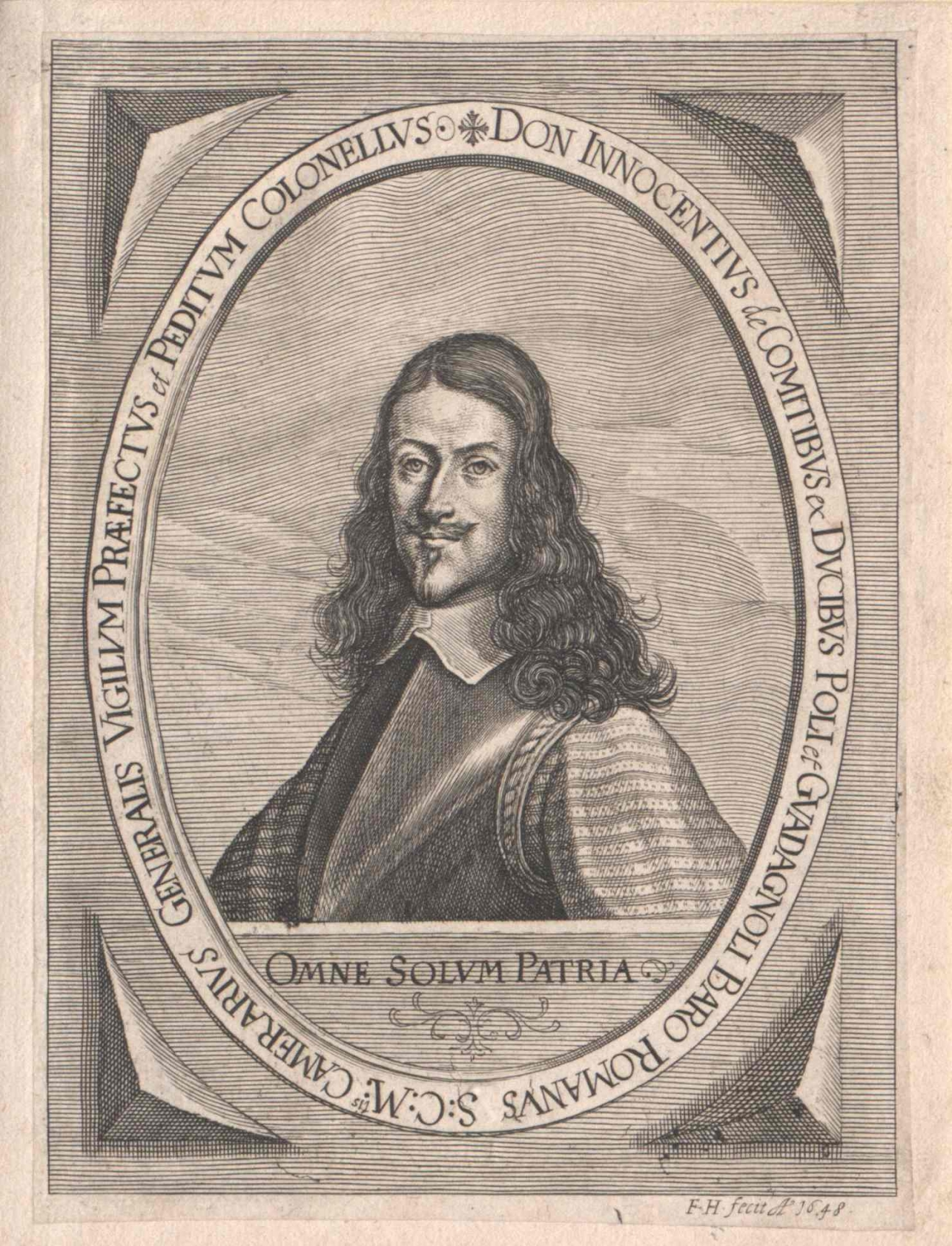
Innocentio Conti

Innocentio Conti, známý také jako Innocenc (Innocentius) Comitibus (* kolem roku 1610, Poli - 12. února 1661, Řím) byl italský šlechtic z hraběcího rodu Contiů (Papežská šlechta). Sloužil jako důstojník císařské armády ve třicetileté válce a jako generál papežské a benátské armády.

## Život
Narodil se jako syn Lotaria Contiho († 1635), vévody z Poli a Guadagnola a jeho druhé manželky Giulie Orsiniové. Mezi jeho bratry patřili císařský polní maršál Torquato Conti a kardinál Giannicolò Conti.
Innocentio vyrůstal v Poli poblíž Říma. Po smrti svého otce odešel do říše jako dobrovolník s císařskými vojsky. Císař Ferdinand III. jej jmenoval do velení roty kyrysníků. V roce 1639 bojoval pod velením generála Piccolominiho u Diedenhofenu a později byl povýšen na podplukovníka. V roce 1646 se podílel na znovudobytí měst Kremže a Korneuburg od Švédů v Dolním Rakousku a v roce 1647 se stal plukovníkem pěšího pluku.
Na začátku roku 1647, po uzavření příměří Bavorska se Švédskem a Francií, byl s několika vojáky poslán do Řezna, aby bránil císařské město proti bavorským pokusům o ovládnutí města.
Na konci roku 1647 bojoval se svým plukem pod velením Jeana-Louise Raduita de Souches a Jana Kryštofa III. z Puchheimu při obléhání Jihlavy na Moravě, která byla po dva roky okupována Švédy. Během obléhání byl zraněn, ovšem po úspěšném dobytí převzal velení nad městem. 
V roce 1648 se pod velením Rudolfa z Colloreda, císařského velitele pro Čechy, zasloužil o vedení obrany Starého a Nového Města pražského proti švédskému obležení. Městští řemeslníci pod Contiho vedením zlepšili obranu města a postavili nové hradby a barikády. Obránci města byli schopni udržet tyto části města až do samotného konce války a stažení Švédů 2. listopadu. 
Za své úspěchy při obraně Prahy byl Conti 13. října 1649 jmenován vojenským velitelem města a ihned začal s opravami a rozšiřováním válkou značně poškozeného obranného systému. Inicioval první posílení pražského městského opevnění. Jeho nejvýznamnějšími spolupracovníky byli vojenský inženýr Giovanni Pieroni, dva stavitelé Carlo Lurago a Santino Bossi a podplukovník jeho pluku Josef Priami. 
V roce 1652 se vzdal velení a přešel z císařské do papežské služby. Jeho nástupcem se v Praze stal Jan van der Croon, předchozí velitel vojenské posádky v Chebu. Jako papežský generál Conti bránil Ferraru proti útoku modenského vévody Františka I. d'Este po během sedisvakance po smrti papeže Inocence X. Následně se stal guvernérem města.
Následující papež Alexandr VII. potvrdil Innocentia v jeho generálské hodnosti. Koncem roku 1655 přijal ve Ferraře abdikovanou švédskou královnu Kristinu I., která přestoupila na katolickou víru a trvale pobývala v Římě. V roce 1660 mu papež dovolil krátce vstoupit do benátských služeb, aby je podpořil ve válce proti Turkům. S Benátčany bojoval v Dalmácii, kde v letech 1660-1668 ve Splitu nechal postavit prstenec bastionového opevnění.
Dokončení se však již nedočkal. Innocentio hrabě Conti zemřel v Římě po svém návratu ze Splitu na začátku roku 1661.